# Турсунов, Хурсанд
Хурсанд Турсунов — советский хозяйственный, государственный и политический деятель, герой СССР

## Биография
Родился в 1931 году в Андижанской области. Член КПСС с 1964 года.
С 1947 года — на хозяйственной, общественной и политической работе. В 1947—1985 гг. — колхозник, военнослужащий Советской Армии, колхозник, студент сельскохозяйственного института, старший агроном, главный агроном, заместитель председателя колхоза, председатель колхоза «Правда Востока» Ленинского района Андижанской области.
Избирался депутатом Верховного Совета СССР 9-го и 10-го созывов. Делегат XXV съезда КПСС.
Умер после 1985 года.